# Villanova Truschedu
Villanova Truschedu (sardinski: Biddanòa Truschèdu) je grad i općina (comune) u pokrajini Oristanu u regiji Sardiniji, Italija. Nalazi se na nadmorskoj visini od 56 metara i ima 305 stanovnika.
 Prostire se na 16,61 km². Gustoća naseljenosti je 18 st/km².
Susjedne općine su: Fordongianus, Ollastra, Paulilatino i Zerfaliu.